# 왕우렁이
왕우렁이는 복족류 사과우렁이과의 연체동물이다.

## 형태
크기는 각경 77mm, 각고 76mm 정도이며, 패각 형태가 사과와 비슷해서 사과우렁이과로 명명되었다. 봉합은 깊게 함몰되었으며, 체중은 매우 크고 각구는 계란 모양이다.

## 참조
- Levin. 2006. Statewide strategic control plan for apple snail (Pomacea canaliculata) in Hawaii